# Bitka pri Nikopolju
Bitka pri Nikopolju se je odvijala 25. septembra 1396 med ogrsko-francosko križarsko vojsko in Osmanskim imperijem in je zadnja od križarskih vojn večjega obsega v srednjem veku. 

## Ozadje
Po osmanski zmagi nad srbsko vojsko v bitki na Kosovem polju leta 1389 se je Otomanski imperij razširil na dobršen del vzhodnega Balkana. Ozemlje Bizantinskega cesarstva se je zmanjšalo na sam Konstantinopel, ki je tako postal oblegano mesto. 
Leta 1393 je s turškim zavzetjem Nikopola bolgarski car Ivan Šišman izgubil svojo začasno rezidenco, medtem ko je njegov brat Ivan Stracimir še vedno zadrževal Vidin vendar le kot turški vazal. Razen tega se je meja med islamom in krščanstvom pomaknila proti Ogrski, ki je tako postalo vojaško pomembna država v obrambi pred Turki, prav tako pa tudi Beneška republika, do tedaj glavna pomorska velesila v vzhodnem Sredozemlju, ki se je zbala, da bi se njen vpliv zmanjšal samo na Jadransko morje.
Leta 1394 je papež Bonifacij IX. kljub svojemu nezavidljivemu položaju ob politični razdeljenosti in neenotnosti razglasil novo križarsko vojno proti Turkom. Anglija in Francija, takrat v mirovanju ob stoletni vojni, sta se uspeli dogovoriti za njeno financiranje. Prav tako so potekala pogajanja za skupno poveljevanje z ogrskim kraljem Sigismundom Luksemburškim.

## Priprave
V aprilu 1396 se je skupina 10.000 Burgundcev, v glavnem konjenice, pod vodstvom vojvode Janeza Neverskega, poleg njih pa še 1000 vojakov iz angleškega kontingenta, odpravilo na Ogrsko. V Regensburgu se jim je pridružilo približno 6000 vitezov iz nemških pokrajin, na Dunaju pa še vojaki iz avstrijskih dežel, med njimi tudi slovenski vojščaki, katere je predvodil Celjski grof Herman II. V Budimu so se združili z vojsko ogrskega kralja Sigismunda, ki je štela približno 60.000 ljudi.
Sigismund je sprva želel ohraniti obrambni položaj, vedoč za turško taktiko bojevanja, s katero se je seznanil v manjših bitkah pred tem, vendar je moral popustiti Francozom, ki so na vsak način hoteli hitro opraviti s Turki. Tako se je združena križarska vojska, kateri so se priključili še Vlahi in Transilvanci, napotila proti Nikopolu. Medtem je flota Benečanov, Genovežanov in Rodoških vitezov po Donavi priplula pred Nikopol, kjer se je 10. septembra srečala s križarji.

## Obleganje Nikopola
Nikopol so začeli v trenutku oblegati, vendar ga zaradi njegove dobre obrambe in brez oblegovalnih sredstev niso uspeli zasesti. Tako so čakali na turško vojsko, ki ji je poveljeval Bajazit I. Le-ta je moral prenehati oblegovati Konstantinopel in se odpraviti proti Nikopolu. Na poti se mu je pridružil srbski vazal Stefan Lazarević. Tako sta si dne 24. septembra 1396 nasproti stali dve enakovredni vojski.

### Število sodelujočih
| Vir                            | Leto         | Zveza     | # križarjev | # Turkov      | skupaj #      | omenja      |
| ------------------------------ | ------------ | --------- | ----------- | ------------- | ------------- | ----------- |
| Johann Schiltberger            | 1427         | Evropejci | 16,000      | 200,000       | 216,000       | [ 1 ]       |
| Şükrullah v: Behçetu't-Tevârih | 1460s        | Osmani    | 130,000     | 60,000        | 190,000       | [ 2 ]       |
| Nemški zgodovinarji 19. st.    | 19. stoletje | Evropejci | 7,500-9,000 | 12,000-20,000 | 19,500-29,000 | [ 3 ]       |
| David Nicolle                  | 1999         | Evropejci | 16,000      | 15,000        | 31,000        | [ 4 ] [ 5 ] |

## Bitka
Naslednji dan, 25. se je bitka začela. Francozi in Angleži so prešli v ospredje, medtem ko je Sigismund Luksemburški ostal za njimi v centru, Transilvance je poslal na desno krilo, Vlahi pa so oblikovali njegovo levo krilo. Na drugi strani je Bajazit I. oblikoval svojo osrednjo linijo s stražno konjenico, lokostrelci in janičarji, katere je varoval cel niz kolov, uperjenih proti križarski vojski. Glavnino vojske je pustil skrito v ozadju. 
Francozi, ki so prvi prešli v napad, so morali zaradi kolov razjahati konje, same kole pa odstraniti pod ploho sovražnih puščic. Kljub vsemu so uspešno prodirali do turške vojske, ki se je taktično umaknila na bližnji hrib. Ko so vitezi dospeli do njih, se je tedaj  v boj vključila glavnina turške vojske ter viteze gladko porazila.
V tem času so se konji brez jezdecev vrnili v Sigismundov tabor. V nasprotju z večino Transilvancev in Vlahov, ki so se umaknili s položajev, je ogrski kralj hitel na pomoč Francozom in srečal Bajazitovo vojsko na hribu. Bitka je bila enakopravna do trenutka, ko je vanjo posegel turški vazal Stefan Lazarević s svojo vojsko. Sigismund se je s pomočjo celjskega grofa Hermana II. in njegove vojske uspel rešiti iz obroča ter se odločil za umik. Uspelo mu je doseči Benečane, ki so ga z ladjo prepeljali na varno.

## Epilog
Dne 26. septembra je Bajazit I. dal pobiti 3000 ujetnikov, mlajše ujetnike pa vključiti v njegovo vojsko. Sigismund se je zaradi suma izdajstva s strani Vlahov odločil za pot domov preko Črnega, Egejskega in Jadranskega morja. Karel VI. francoski kralj, je za poraz izvedel v božičnem času. 
Vitezi so kmalu izgubili navdušenje za križarske vojne. Boji so se nadaljevali v Španiji in Sredozemlju. Anglija in Francija sta kmalu obnovili stoletno vojno. Madžari in Poljaki so bili v letu 1444 poraženi v bitki pri Varni. Konstantinopel je dokončno padel v roke Osmanskemu imperiju leta 1453. Zahodna Evropa ni organizirala nobene odprave več proti Turkom vse do renesanse.